# Înregistrare sonoră
Înregistrarea sonoră este o operație de  conservare a sunetului prin o urmă durabilă produsă pe un suport purtător de informație  în vederea ascultării sale ulterioare.
Cunoștințele științifice și tehnice au permis, în a doua jumătate a secolului al XIX-lea, utilizarea de mijloace mecanice pentru a realiza înregistrarea sunetului. Până la acel moment nu se putea salva o interpretare sonoră făcută de o persoană.
Industriile  telefonice, a radioului, televiziunii și teatrului au folosit în timp mai multe metode diferite de înregistrare, toate bazate pe transformarea în semnal electric a sunetului preluat de către un microfon.
Capacitatea de a reproduce rapid și ieftin, înregistrări sonore a creat industria fonografică pentru producerea și difuzarea de înregistrări muzicale.